# Il pozzo e il pendolo (film 1991)
Il pozzo e il pendolo (The Pit and the Pendulum) è un film del 1991 diretto da Stuart Gordon. Distribuito dalla Eagle Pictures e presentato in Europa in Portogallo al Fantasporto Film Festival nel febbraio 1991. Pellicola vietata ai minori di 14 anni a causa delle forti riprese a livello emotivo.

## Trama
Il film comincia con un prologo ambientato nel 1492.
La pellicola narra poi della condanna a morte di Maria Alvares (che però morirà in libertà, e solo nel 1546), in Spagna al tempo dell'inquisizione; ella viene arrestata con l'accusa di stregoneria. Torquemada ha un progetto per lei ed ordina di torturarla fino alla morte. Il marito di Maria, Antonio, spera al contrario che sia liberata. Torquemada sottopone anche il marito di Maria ad ogni sorta e genere di tortura; sarà invece l'inquisitore a morire nel 1498 (poco prima della fine del film).

## Riconoscimenti
- 1991 – Fantafestival
  - Premio Miglior Attore a Lance Henriksen
- 1991 – Fantasporto
  - Candidatura al Premio Internazionale del Film Fantasy – Miglior Film a Stuart Gordon
- 1992 – Saturn Awards
  - Candidatura al Best Genre Video Release